# José de Castro

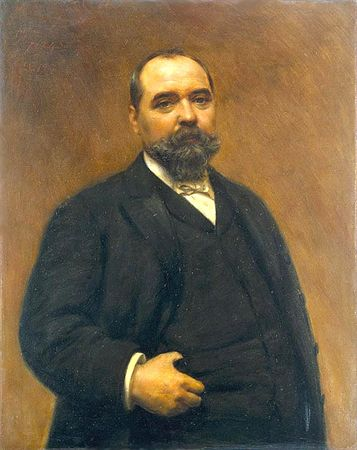
José de Castro (1907)

José Ribeiro de Castro (* 7. April 1868 in Valhelhas, Kreis Guarda; † 31. Juli 1929 in Lissabon) war ein portugiesischer Rechtsanwalt, Journalist und Politiker. Vom 17. Mai bis zum 29. Dezember 1915 war er Regierungschef seines Landes.

## Leben
José Ribeira de Castro, oftmals auch nur José de Castro genannt, studierte Rechtswissenschaft an der Universität von Coimbra. Nach Beendigung seiner Ausbildung war er als Rechtsanwalt in Lissabon und Guarda tätig. Politisch war er ursprünglich ein Anhänger der konstitutionellen Monarchie und gehörte der Progressiven Partei an, später wurde er jedoch Republikaner und 1881 Mitglied der Republikanischen Partei. Er war Chefredakteur der Zeitung O Districto de Guarda und gründete die erste republikanische Zeitung in Guarda, O Povo Português.
Am 14. Mai 1915 wurde die sogenannte „Diktatur der Schwerter“, die Militärregierung des Generals Joaquim Pimenta de Castro, durch einen Putsch radikaldemokratischer, der Demokratischen Partei nahestehender Offiziere beendet. Diese bildeten die sog. „Verfassungsjunta“ (Junta Constitucional). Sie bot zunächst dem Vorsitzenden der Demokraten, Afonso Costa, das Amt des Ministerpräsidenten an. Dieser lehnte jedoch ab, woraufhin José de Castro Ministerpräsident wurde. Während seiner Regierung wurden Parlamentswahlen abgehalten – das alte Parlament war von Joaquim Pimenta de Castro aufgelöst worden – die von den Demokraten gewonnen wurden. In der Folge wurde Afonso Augusto da Costa neuer Ministerpräsident.